# فرانك باينيماراما
فرانك باينيماراما (بالإنجليزية: Josaia Voreqe "Frank" Bainimarama) (فيجي: [tʃoˈsɛia βoˈreŋɡe mbɛiniˈmarama])؛ (27 أبريل 1954)، سياسي فيجي وضابط بحري سابق شغل منصب رئيس وزراء فيجي من عام 2007 حتى عام 2022. أسس حزب فيجي أولًا عام 2014. بدأ حياته المهنية ضابطًا في البحرية الفيجية وقائدًا للجيش الفيجي. يشغل منصب زعيم المعارضة منذ 24 ديسمبر 2022.
التحق باينيماراما بمدرسة ماريست براذرز الثانوية والمعهد الآسيوي للتكنولوجيا وجامعة دالهاوسي. التحق بالبحرية الفيجية في عام 1975 وترقى في الرتب وأصبح Able Seaman وضابط صف بحري في عام 1976، ثم ملازم في عام 1977، ثم رُقي لاحقًا إلى رتبة ملازم ثانٍ في نهاية ذلك العام. رُقي إلى رتبة رائد عام 1986 وأصبح مقدمًا عام 1988. أصبح فيما بعد كابتنًا في عام 1991. عُين باينيماراما رئيسًا لأركان القوات العسكرية لجمهورية فيجي في عام 1997. ثم رُقي إلى عميد بحري في عام 1998 وأصبح فيما بعد قائد القوات المسلحة في عام 1999. تخلى عن قيادة القوات المسلحة في عام 2014، وتقديرا لخدمته العسكرية رُقي إلى رتبة لواء بحرب (أدميرال).
حرض باينيماراما على انقلاب عام 2006، مما أدى إلى إزاحة رئيس الوزراء ليسينيا كاراسي من السلطة. أعاد لاحقًا جوزيفا إلويلو رئيسًا وأصلح هو رئيسًا للوزراء في عام 2007. وعد باينيماراما بعودة الانتخابات والديمقراطية في عام 2014، وشكل حزبًا اسمه فيجي أولًا. فاز الحزب في الانتخابات العامة الفيجية 2014 بالأغلبية وأدى باينيماراما اليمين رئيسًا لوزراء فيجي مع الرئيس إبيلي نايلاتيكاو. في الانتخابات العامة الفيجية 2018، فاز حزب فيجي أولًا بأغلبية مطلقة، وأصبح باينيماراما رئيسًا للوزراء لولاية ثانية في 20 نوفمبر 2018. في الانتخابات العامة الفيجية لعام 2022، فازت الحزب بأغلبية ضئيلة لم تُمكنه من تشكيل الحكومة، وبالتالي ترك منصب رئيس الوزراء بعد 16 عامًا من الحكم، وخلفه سيتيفيني رابوكا.
خضع باينيماراما في يناير 2022 لعملية جراحية في القلب في ملبورن، أستراليا. وخلال فترة تماثله للشفاء، عُين أياز سيد خيوم رئيساً للوزراء بالإنابة. وعاد باينيماراما إلى فيجي في مارس 2022.

## خدمته العسكرية
تمتد فترة خدمة باينيماراما في البحرية لثلاثة عقود. وقد حصل على التكريم عدة مرات. وقد حصل على وسام الأخ الضابط في وسام القديس يوحنا، وحصل على وسام الخدمة الجديرة بالتقدير، وميدالية حفظ السلام لقوات حفظ السلام التابعة للأمم المتحدة، وميدالية الخدمة العامة، وميدالية جمهورية فيجي، وميدالية الذكرى الخامسة والعشرين.

### ترقيه في البحرية
بعد تعليمه في مدرسة ماريست براذرز الثانوية، التحق باينيماراما بالبحرية الفيجية في 26 يوليو 1975 وترقى بسلاسة عبر الرتب، ليصبح ضابط صف بحري في ديسمبر عام 1976، ثم ملازم في 1 نوفمبر 1977.
بعد الانتهاء من الدورة التكميلية لضباط صف البحرية في أستراليا، عُين ضابط الملاحة في كاسحة الألغام HMFS Kiro في أغسطس 1978. في نهاية ذلك العام، رُقي إلى رتبة ملازم ثانٍ. وفي يناير 1979 التحق بينيماراما بسفينة التدريب البحرية التشيلية، بوك إسكويلا إزميرالدا، التي أمضت ستة أشهر في الإبحار حول أمريكا الجنوبية. وعند عودته إلى فيجي في أغسطس، عُين باينيماراما قائدًا مساعدًا في كاسحة الألغام HMFS Kiro.
بعد دورة ملاحية قصيرة في HMAS Watson في مارس 1982، خضع باينيماراما للتدريب على البحث والإنقاذ في مركز خفر السواحل الأمريكي في مدينة نيويورك. وعند عودته إلى فيجي، عُين قائداً لـ HMFS Kikau، وهو أول منصب قيادي له. ثم انتقل لقيادة HMFS Kula، وقضى أربعة أشهر في عام 1984 في تحديد علامات المناطق الاقتصادية في تونغا وتوفالو وكيريباتي. بعد ترقيته إلى رتبة رائد بحري في فبراير 1986، غادر إلى سيناء حيث خدم لمدة ثمانية عشر شهرًا مع القوة المتعددة الجنسيات والمراقبين.
عاد باينيماراما إلى فيجي في سبتمبر 1987. وتولى مسؤولية تسليم سفينتين بحريتين، ليفوكا ولاوتوكا، من لويزيانا في الولايات المتحدة. ثم أصبح قائدًا للبحرية الفيجية في أبريل 1988، ورُقي إلى رتبة مقدم بحري في 4 أكتوبر من ذلك العام، ةشغل هذا المنصب على مدى السنوات التسع التالية.
خضع باينيماراما لمزيد من التدريب في كلية أركان القوات المسلحة الماليزية في عام 1991 وفي مركز الحرب التابع لقوات الدفاع الأسترالية في RAAF ويليامتاون، نيوكاسل، نيو ساوث ويلز، حيث درس تدريب المراقبة البحرية. تبع ذلك تدريب على إدارة الكوارث في المعهد الآسيوي للتكنولوجيا في عام 1993، وتدريب حصري على إدارة المنطقة الاقتصادية في جامعة دالهاوسي، كندا، في عام 1994. ثم رُقي إلى رتبة عقيد بحري في أكتوبر من ذلك العام، واستمر في الالتحاق بكلية أركان الخدمات المشتركة الأسترالية (JSSC). وحضر دورة نظرة عامة حول الدعم اللوجستي المتكامل لبرنامج التعاون الدفاعي الأسترالي في 23 سبتمبر 1996، ومؤتمرات رئيس الجيش في سنغافورة في عامي 1998 و1999، بالإضافة إلى مؤتمر رؤساء الدفاع في هاواي.
عُين باينيماراما رئيسًا للأركان بالإنابة في 10 نوفمبر 1997، ثم رئيسًا للأركان في 18 أبريل 1998. رُقي إلى رتبة عميد بحري في 1 مارس 1999 وعُين قائداً للقوات المسلحة ليحل محل العميد إبيلي جانيلاو، الذي استقال لمتابعة حياته السياسية. كان باينيماراما، بصفته قائد القوات المسلحة، قد تولى القيادة في 29 مايو 2000. تخلى عن القيادة في 5 مارس 2014، إلى العميد موسى تيكويتوغا. ثم رُقي باينيماراما إلى رتبة أدميرال عند تقاعده تقديراً لخدمته العسكرية.

### انقلاب فيجي عام 2000
دخلت مجموعة بقيادة جورج سبايت، وهو رجل أعمال أُعلن إفلاسه بعد إلغاء الحكومة للعديد من العقود، مباني البرلمان في 19 مايو 2000 وانضمت عناصر ساخطة من سكان فيجي إلى جانبه. حيث احتُجز رئيس الوزراء ماهيندرا تشودري ومعظم وزرائه لمدة 56 يومًا، إلى جانب العديد من البرلمانيين وموظفيهم، الذين ظلوا رهائن بينما حاول سبايت التفاوض مع الرئيس، سير كاميسيز مارا، الذي ندد بالانقلاب وأعلن حالة الطوارئ.
اعتقادًا منه بأن الرئيس كاميسيز مارا لا يتعامل بفعالية مع الوضع، أجبر باينيماراما الرئيس مارا على الاستقالة في 29 مايو 2000، فيما أطلق عليه بعض السياسيين منذ ذلك الحين «انقلابًا في إطار انقلاب»، وشُكلت حكومة عسكرية مؤقتة، تفاوضت على اتفاق يُطلق بموجبه سراح جميع الرهائن، بمن فيهم رئيس الوزراء المخلوع ماهيندرا تشودري، ويستسلم الانقلابيون دون عقوبة. تراجعت الحكومة لاحقًا عن الجزء الأخير من الاتفاقية واعتقلت سبايت في 27 يوليو 2000، حيث قال بينيماراما إنه وقَّع هذا الجزء من الاتفاقية "بالإكراه".

### ما بعد انقلاب عام 2000
حضر بينيماراما دورة القيادة وإدارة التغيير مع برنامج التدريب والتطوير للخدمة العامة في فبراير 2002، ودورة تحليل وإدارة تخطيط السياسات في جامعة جنوب المحيط الهادئ في سوفا في الشهر التالي. ذهب لحضور المؤتمر السنوي للدراسات الدفاعية والاستراتيجية في كلية الدفاع الأسترالية في كانبيرا في 2 أغسطس، وبرنامج كبار المسؤولين التنفيذيين في الأمن القومي والدولي في جامعة هارفارد في الولايات المتحدة في الفترة من 18 إلى 30 أغسطس. في نوفمبر من ذلك العام، رُقي إلى رتبة لواء بحري (أدميرال)، ولكن أُعيدت هذه الترقية إلى عميد بحري في 1 فبراير 2003. ثم في عام 2014، رُقي لواءًا بحريًا مرة أخرى.
في 4 سبتمبر 2003، حضر باينيماراما ندوة إدارة جيوش المحيط الهادي السابع والعشرون في سيول، كوريا الجنوبية، واستمر في حضور ندوة بناء القدرات في العاصمة الفلبينية مانيلا.
على الرغم من علاقته المتدهورة مع الحكومة، أعيد تعيين باينيماراما قائدًا للقوات العسكرية لجمهورية فيجي في 5 فبراير 2004. في ذلك الشهر، حضر مؤتمر العمليات الخاصة لمنطقة المحيط الهادئ. وأعقب ذلك الدورة التنفيذية لندوة في مركز آسيا والمحيط الهادئ للدراسات الاستراتيجية في هاواي في أبريل. في مايو ويونيو، حضر ندوة أمن جنوب شرق آسيا. في سبتمبر، حضر كلاً من PAMS XXVII في العاصمة الهندية نيودلهي، والمؤتمر السابع لرؤساء الدفاع في طوكيو، اليابان.
بدأ باينيماراما زيارة رسمية للصين في 14 ديسمبر 2005، بدعوة من جيش التحرير الشعبي.

## الحياة السياسية

### انقلاب فيجي، 2006
في 31 أكتوبر 2006، بينما كان بينيماراما في مصر يزور القوات الفيجية في مهام حفظ السلام في الشرق الأوسط، تحرك الرئيس إيلويلو لإزاحة باينيماراما، وعين مكانه المقدم ميلي سابولينياو الذي رفض تولي المنصب. ودعم كبار الضباط العسكريين الفيجيين باينيماراما الذي دعا الحكومة بسرعة إلى الاستقالة. ودعت حكومات أستراليا ونيوزيلندا والولايات المتحدة وغيرها إلى الهدوء وطلبت تأكيدات بأن الجيش الفيجي لن ينقلب على الحكومة.
في أواخر نوفمبر 2006، سلم باينيماراما قائمة مطالب إلى رئيس الوزراء كاراسي، كان أحدها سحب ثلاثة مشاريع قوانين مثيرة للجدل، بما في ذلك مشروع قانون قليقولي (الذي كان سينقل ملكية الموارد البحرية إلى الشعب الفيجي) والمصالحة والتسامح، ومشروع قانون الوحدة، الذي كان سيُقدم عفوًا مشروطًا للأشخاص المدانين بالتورط في انقلاب عام 2000. على الرغم من المحادثات الإضافية في سوفا وفي ويلينجتون، نيوزيلندا، أعطى باينيماراما رئيس الوزراء كاراسي إنذارًا نهائيًا في 4 ديسمبر لتنفيذ مطالبه أو الاستقالة. وفي خطاب متلفز، وافق كاراسي على تعليق مشاريع القوانين الثلاثة المثيرة للجدل، ومراجعة تعيين أندرو هيوز مفوضًا للشرطة (حيث طالب باينيماراما بإقالته)، وإعطاء الشرطة خيار وقف التحقيقات في أعمال الفتنة المزعومة للقائد. ورفض المزيد من التنازلات، قائلاً إنه تنازل عن كل ما هو ممكن بموجب القانون.
وأعقب ذلك مناورات عسكرية، جرى خلالها الاستيلاء على المركبات الحكومية وتطبيق الإقامة الجبرية على رئيس الوزراء كاراسي. في 5 ديسمبر، قيل إن الرئيس جوزيفا إيلويلو وقَّع على أمر قانوني بحل البرلمان بعد اجتماعه مع باينيماراما. أصدر الرئيس في وقت لاحق بيانًا نفى فيه بشكل قاطع التوقيع على أي مرسوم من هذا القبيل.
وردت أنباء في 9 ديسمبر عن اعتقالات لأعضاء في وسائل الإعلام ومعارضين، فضلاً عن حوادث ترهيب وعنف ضد شخصيات سياسية. وذُكر أن ستيوارت هوجيت، رئيس لجنة الخدمة العامة، قد تعرض للاعتداء.
صرح بينيماراما في مؤتمر صحفي في 15 ديسمبر أنه سيوافق على حضور الاجتماع القادم للمجلس العظيم للرؤساء، وهو الهيئة الإقطاعية المخولة لاختيار رئيس البلاد، ونائب الرئيس، وأربعة عشر من بين اثنين وثلاثين من أعضاء مجلس الشيوخ، بصفته فقط رئيسًا للجمهورية، كما ذكرت صحيفة فيجي صن. ذُكر أن المجلس العظيم لا يزال يعترف بـ جوزيفا إيلويلو رئيسًا للبلاد، فقال بينيماراما إنه في هذه الحالة سيقاطع الاجتماع. كما أدان دعوة المجلس العظيم لرئيس الوزراء المخلوع ليسينيا كاراسي، قائلاً إنه لن يُسمح لـ كاراسي بالعودة إلى سوفا لحضور الاجتماع.
فرض باينيماراما حالة الطوارئ في 6 سبتمبر 2007 مجددًا لمدة شهر واحد، زاعمًا أن كاراسي والمتحدث باسمه كانا ينشران الأكاذيب ويحاولان زعزعة الاستقرار، بعد عودة كاراسي إلى سوفا بعد أن كان محصوراً في جزيرة فانوا بالافو منذ الإطاحة به. وقال باينيماراما إن كاراسي والمتحدث باسمه يجب أن يعودوا إلى فانوابالافو وأن بإمكانهم "التحدث من هناك".
أصبح باينيماراما وزيرًا المالية بالوكالة في 18 أغسطس 2008 بعد انسحاب تشودري ووزراء حزب العمل الآخرين من الحكومة المؤقتة.

#### شرح دوافع الانقلاب
السبب المباشر للانقلاب العسكري كان رفض رئيس الوزراء كاراسي سحب مشروع قانون قليقلي. وذكر باينيماراما أن أسبابه الرئيسية للإطاحة بحكومة كاراسي أنها كانت حكومة فاسدة، وأنها كانت تمارس سياسات تمييزية عنصرية ضد الأقلية الهندية الفيجية في البلاد. وفي خطاب أعلن فيه الانقلاب علنًا، قال إن سياسات كاراسي "قسمت الأمة الآن وستكون لها عواقب وخيمة جدًا على أجيالنا القادمة". وأضاف أن "إقرار مشاريع المصالحة وقانون قليقلي والمطالبات بالأراضي سيقوض الدستور ويحرم الكثير من المواطنين من حقوقهم التي كفلها الدستور ويقوض نزاهة المكاتب الدستورية بما في ذلك القضاء". وأوضح أنه سيعدل اللوائح الانتخابية على أساس الأعراق، من أجل "قيادتنا إلى السلام والازدهار وإصلاح الانقسام العرقي الآخذ في الاتساع والذي يكتنف أمتنا المتعددة الثقافات حاليًا".

وفي كلمته أمام الجمعية العامة للأمم المتحدة في سبتمبر 2007، قال:
"في عام 1970، بدأت فيجي رحلتها كأمة فتية على أساس هش إلى حد ما، مع دستور قائم على العرق، وهو دستور يفصل مجتمعاتنا بشكل صارم. تميزت "الديمقراطية" التي أصبحت تُمارس في فيجي بسياسات انقسامية وعدائية ومنفتحة إلى الداخل وقائمة على العرق. كان أثر ذلك على المستويين المجتمعي والوطني، أمة ممزقة. لم يُسمح لشعب فيجي بالاشتراك في هوية وطنية مشتركة.من بين الطائفتين الرئيستين، غُرس الخوف من الهيمنة والسلب من قبل الفيجيين الأصليين، وكانوا يرغبون في حماية وضعهم كشعب أصلي. من ناحية أخرى، شعر الفيجيون الهنديون بالعزلة والتهميش، كمواطنين من الدرجة الثانية في بلدهم، البلد الذي ولدوا فيه، فيجي. [...]
 تدهور الوضع العام في فيجي بحلول عام 2006 بشكل حاد، وزاد من حدة الفساد على نطاق واسع وانعدام القانون [...].
يجب إزالة القوالب التي تعزز التفوق العنصري [...] مرة واحدة وإلى الأبد. [...] ستنظر فيجي في إجراء التغييرات القانونية اللازمة في مجال الإصلاح الانتخابي، لضمان المساواة الحقيقية في الاقتراع. [...] كل شخص سيُمنح حق التصويت لمرشح واحد فقط، بغض النظر عن العرق أو الدين».
وأعلن أنه كان من المقرر تحقيق ذلك من خلال ميثاق الشعب من أجل التغيير والسلام والتقدم، والذي كان الهدف المعلن منه «إعادة بناء فيجي لتصبح أمة غير عنصرية، وحيوية ثقافيًا، ومتحدة، ومحكومة جيدًا، وديمقراطية حقًا. يسعى إلى التقدم والازدهار من خلال تكافؤ الفرص والسلام على أساس الجدارة».

في أبريل 2009، قال لصحيفة The Australian:
«رؤيتي لفيجي خالية من العنصرية. هذه أكبر مشكلة واجهناها خلال العشرين عامًا الماضية ويجب التخلص منها. إن الأكاذيب التي يجري تغذيتها على سكان فيجي الأصليين هي التي تسبب ذلك، خاصة من زعماءنا الذين هم العامل المهيمن في حياتنا. والسياسيون يستغلون ذلك. نحن بحاجة إلى تغيير الاتجاه بطريقة دراماتيكية. نحن بحاجة للتخلص من كاراسي وكل ما يرتبط بانقلاب 2000 والبدء كليًا في مسار جديد».
أشارت الصحيفة إلى أن باينيماراما قد أدخل تنوعًا عرقيًا أكبر في المناصب العليا، وأن «ما يدفع باينيماراما أكثر من أي شيء آخر؛ فكرة الجدارة المتعددة الأعراق، مهما كانت غير تقليدية، للوفاء المتأخر بالوعد الكبير الذي قطعته فيجي في أوائل سنوات ما بعد الاستقلال، عندما وصفها البابا الزائر يوحنا بولس الثاني بأنها نموذج للعالم النامي. قبل الجشع والعنصرية والبندقية».

### الأزمة الدستورية عام 2009
في أبريل 2009، قضت محكمة الاستئناف بأن عزل الحكومة الديمقراطية خلال الانقلاب العسكري عام 2006 كان غير قانوني. فاستقال بينيماراما في 10 أبريل 2009 من منصبه كرئيس مؤقت للوزراء.
أعلن الرئيس جوزيفا إيلويلو بعد ذلك أنه ألغى الدستور وتولى جميع سلطات الحكم وألغى جميع التعيينات القضائية.
بعد إلغاء الدستور وإقالة السلطة القضائية، أعاد الرئيس جوزيفا إيلويلو تعيين العميد البحري باينيماراما رئيسًا للوزراء بعد 24 ساعة فقط. ثم منحه الرئيس وسام رفيق في 24 أبريل تقديراً «لإنجازاته البارزة والجدارة من الدرجة الأولى والخدمة لفيجي والإنسانية بشكل عام».
قام باينيماراما في 3 نوفمبر 2009 بإبعاد مبعوثي أستراليا ونيوزيلندا ومنحهم 24 ساعة لمغادرة البلاد.

### مرسوم الصناعات الوطنية الأساسية
أصدرت حكومة باينيماراما في سبتمبر 2011 مرسومًا يقيد بشدة حقوق العمال، وذلك «لضمان استمرار واستدامة الصناعات الوطنية الأساسية». حظر المرسوم -على وجه الخصوص- الإضرابات في جميع الظروف باستثناء الظروف الاستثنائية، وإخضاعها إلى تصريح حكومي على أساس كل حالة على حدة. كما حد من حق العمال في رفع شكاواهم إلى المحاكم. وقال كونغرس نقابات العمال في فيجي إن المرسوم «يقدم أسلحة كبيرة لأرباب العمل لاستخدامها ضد النقابات [... ] يحظر النقابيين المحترفين، ويلغي الاتفاقيات الجماعية القائمة، ويعزز نظامًا متحيزًا لوكلاء التفاوض غير المحترفين لتمثيل العمال، ويقيد بشدة الإضراب عن العمل، ويشدد العقوبات ضد العمال المضربين قانونًا، ويحظر مدفوعات العمل الإضافي والبدلات الأخرى للعمال». وقال أتار سينغ، الأمين العام لمجلس نقابات عمال جزر فيجي: «لم نشهد قط أي شيء أسوأ من هذا المرسوم. إنه بلا شك مصمم لتقويض النقابات [...] من خلال منح [أصحاب العمل] ميزة غير عادلة على العمال والنقابات». وقالت منظمة العفو الدولية إن المرسوم يهدد "حقوق الإنسان الأساسية [...]، بما في ذلك الحق في حرية تكوين الجمعيات والتجمع، والحق في التنظيم".

### انتصارات انتخابية
وعد باينيماراما بعودة الانتخابات والديمقراطية في عام 2014، وشكل حزبًا اسمه فيجي أولًا. وفاز الحزب في الانتخابات العامة الفيجية عام 2014 بالأغلبية، وأدى باينيماراما اليمين رئيسًا لوزراء فيجي أمام الرئيس إبيلي نايلاتيكاو. وفي الانتخابات العامة الفيجية عام 2018، فاز حزب فيجي أولًا بأغلبية مطلقة، وأصبح باينيماراما رئيسًا للوزراء لولاية ثانية في 20 نوفمبر 2018. أما في الانتخابات العامة الفيجية عام 2022، فقد فاز الحزب بأغلبية ضئيلة لم تُمكنه من تشكيل حكومة، فغادر باينيماراما منصب رئيس الوزراء بعد 16 عامًا من الحكم. وخلفه سيتيفيني رابوكا في 24 ديسمبر 2022. ثم جرى انتخاب باينيماراما زعيما للمعارضة.

### إيقافه من البرلمان وإدانته
في 17 فبراير 2023، تم تعليق عضوية باينيماراما في البرلمان لمدة ثلاث سنوات بعد إشارته المهينة إلى الرئيس ويليام كاتونيفير وإتهامه له أنه «خذل شعب فيجي وسيُدرج في التاريخ باعتباره الشخص الذي ساعد وحرض الحكومة الأكثر عدم كفاءة وإثارة للانقسام» ورئيس الوزراء سيتيفيني رابوكا، فضلاً عن الإدلاء بتعليقات خيانة في انتهاك للأوامر الدائمة. ورغم ذلك ظل زعيمًا للمعارضة بالبرلمان.
في 8 مارس 2023، استقال باينيماراما من البرلمان كزعيم للمعارضة.
في 9 مارس 2023، اتُهم باينيماراما بإساءة استخدام منصبه بسبب مزاعم بأنه ومفوض الشرطة سيتيفيني كيليهو تدخلا في تحقيق في سوء الإدارة المالية في جامعة جنوب المحيط الهادئ. لكن تم إطلاق سراحهما بكفالة في اليوم التالي بعد أن دفعا ببراءتهما. وتم تبرئة باينيماراما وكيليو في 12 أكتوبر 2023. في 14 مارس 2024، ألغت المحكمة العليا في فيجي حكم البراءة وأدانت بينيماراما بمحاولة إفساد مسار العدالة وإتهام كليهو بإساءة استخدام المنصب. وفي 9 مايو 2024، حُكم عليه بالسجن لمدة عام بالتهم السابقة.

## وزراء حكومته
| المنصب                                                                          | شاغله              |
| ------------------------------------------------------------------------------- | ------------------ |
| النائب العام ووزير الاقتصاد والخدمة المدنية والاتصالات                          | أياز سيد خيوم      |
| وزير التنمية الريفية والبحرية وإدارة الكوارث ووزير الدفاع والأمن القومي والشرطة | إينيا سيرويراتو    |
| وزير التشغيل والإنتاجية والعلاقات الصناعية والشباب والرياضة                     | بارفين بالا        |
| وزير البنية التحتية وخدمات الأرصاد الجوية ووزير الأراضي والثروة المعدنية        | جون أوسامات        |
| وزير التربية والتراث والفنون                                                    | بريميلا كومار      |
| وزير الزراعة والمجاري المائية والبيئة                                           | ماهيندرا ريدي      |
| وزيرة شؤون المرأة والطفل والتخفيف من حدة الفقر                                  | Mereseini Vuniwaqa |
| وزير الغابات                                                                    | أوسيا نيقامو       |
| وزير الثروة السمكية                                                             | سيمي كورويلافيسو   |
| وزير الحكم المحلي والإسكان وتنمية المجتمع                                       | بريميلا كومار      |
| وزير التجارة والسياحة والنقل                                                    | فاياز كويا         |
| وزير الصحة والخدمات الطبية                                                      | إفريمي وقينابت     |

## الحياة الشخصية
ينحدر باينيماراما من قرية Kiuva في شبه جزيرة Kaba، مقاطعة Tailevu. وهو شقيق ميلي بينيماراما وتيموسي باينيماراما، وكلاهما من كبار موظفي الخدمة المدنية. تلقى تعليمه في كنيسة الروم الكاثوليك وتخرج من مدرسة ماريست براذرز الثانوية في سوفا. وهو متزوج من ماريا ماكيتالينا ولديهم ستة أبناء والعديد من الأحفاد. أصبح رئيسًا لاتحاد الرجبي في فيجي في 31 مايو 2014. خضع لعملية جراحية في القلب في يناير 2022 في ملبورن، أستراليا. وخلال فترة تماثله للشفاء، عُين أياز سيد خيوم رئيساً للوزراء بالإنابة. وعاد باينيماراما إلى فيجي في مارس 2022.
كان باينيماراما يضع فوق مكتبه صورًا للملكة إليزابيث الثانية، ملكة فيجي السابقة، وقرينها الأمير فيليب، دوق إدنبرة. وقد قال عن نفسه: "ما زلت مخلصًا للملكة، مثل كثير من الناس في فيجي. أحد الأشياء التي أود القيام بها هو رؤيتها وقد استعادت منصب مُلكنا، لتصبح ملكة فيجي مرة أخرى". ومع ذلك، في عام 2012، ألغت حكومة باينيماراما عيد ميلاد الملكة الرسمي في فيجي واستبدلت صورة الملكة على الأوراق النقدية والعملات المعدنية في فيجي بشعار النبالة الفيجي.

## روابط خارجية
- موقع القوات العسكرية لجمهورية فيجي
- خطاب باينيماراما، 5 ديسمبر 2006: الأسباب المعلنة للانقلاب
- خطاب العميد بحري بينيماراما أمام الدورة 62 للجمعية العامة للأمم المتحدة، 28 سبتمبر 2007 (فيديو )
- خطاب العميد بحري بينيماراما أمام الدورة 63 للجمعية العامة للأمم المتحدة، 26 سبتمبر 2008
- فرانك، غير خاضع للرقابة، وثائقي ABC بواسطة فيليبا ماكدونالد، 3 أغسطس 2010.

| مناصب عسكرية             | مناصب عسكرية                                   | مناصب عسكرية          |
| ------------------------ | ---------------------------------------------- | --------------------- |
| سبقه Epeli Ganilau       | قائد الجيش في فيجي 1999–2014                   | تبعه Mosese Tikoitoga |
| المناصب السياسية         |                                                |                       |
| سبقه كاميسيز مارا        | رئيس فيجي قائم بعمل 2000                       | تبعه جوزيفا إيلويلو   |
| سبقه جوزيفا إيلويلو      | رئيس فيجي قائم بعمل 2006–2007                  | تبعه جوزيفا إيلويلو   |
| سبقه Jona Senilagakali   | رئيس وزراء فيجي 2007–2022 قائم بعمل: 2007–2014 | تبعه سيتيفيني رابوكا  |
| سبقه إبيلي نايلاتيكاو    | وزير خارجية فيجي 2008–2009                     | شاغر                  |
| شاغر                     | وزير خارجية فيجي 2009                          | تبعه Inoke Kubuabola  |
| سبقه Timoci Natuva       | وزير الهجرة والأمن القومي والدفاع 2016         | تبعه Inoke Kubuabola  |
| سبقه Inoke Kubuabola     | وزير خارجية فيجي 2016–2019                     | تبعه Inoke Kubuabola  |
| سبقه Inia Seruiratu      | وزير خارجية فيجي 2020–2022                     | سيتيفيني رابوكا       |
| المناصب الحزبية السياسية |                                                |                       |
| حزبٌ سياسيٌّ جديد           | زعيم حزب فيجي أولا 2014–الآن                   | الحالي                |